# Lago de Amberde
lago de Amberde (em armênio: Ամբերդալիճ; romaniz.: Amberdalič), Bagu (Բագու) ou Bacu (Բակու, Baku) é um lago da Armênia situado a 3 220 metros de altitude, na parte oriental do monte Aragats. Tem 150 metros de comprimento, 148 metros de largura e 0,17 quilômetro quadrado de área. Com uma profundidade de 1,7 metro, seu volume de água é de 11,7 mil metros cúbicos. Congela no inverno e é abastecido pelas águas do degelo. Foi incluído na lista de monumentos naturais do Estado de acordo com a decisão do Governo da República da Armênia, adotada em 14 de agosto de 2008.
Na margem do lago de Amberde está localizada o assentamento de Nova Amberde (Nor Amberd), ligado por uma estrada pavimentada com a capital Erevã, onde se localiza o Instituto de Física da Academia de Ciências da Armênia. Nesse assentamento residem sobretudo funcionários do instituto e nele há uma estação meteorológica, um clube-biblioteca, uma loja, uma cantina e uma casa de banho.